# Les Trolls 3
 (mars 2023).
Si vous disposez d'ouvrages ou d'articles de référence ou si vous connaissez des sites web de qualité traitant du thème abordé ici, merci de compléter l'article en donnant les références utiles à sa vérifiabilité et en les liant à la section « Notes et références ».
Pour les articles homonymes, voir Troll (homonymie) et Les Trolls.
Série
Les Trolls 2 : Tournée mondiale
(2020)
Pour plus de détails, voir Fiche technique et Distribution.
Les Trolls 3 ou Les Trolls 3 : Nouvelle Tournée au Québec et en Belgique (Trolls Band Together) est un film d'animation réalisé par Walt Dohrn et sorti fin 2023.
Basé sur les poupées Troll créées par Thomas Dam en 1959, il est le troisième film de la franchise après Les Trolls (2016), le téléfilm Les Trolls : Spéciales Fêtes (2017) et Les Trolls 2 : Tournée mondiale (2020).
Depuis les événements du film Tournée mondiale, Poppy et Branche ont enfin officialisé leur couple. Dans un esprit de fête général, les Trolls et les Bergens se préparent à assister au mariage de Brigitte et Graillon Jr. Mais l'arrivée d'un troll nommé John Dory interrompt la cérémonie. Ce dernier se révèle être le frère de Branch et dévoile leur passé : Branch était autrefois membre du boys band culte BroZone aux côtés de ses quatre frères Floyd, John Dory, Spruce et Clay. BroZone a été dissout alors que Branche était encore petit et le jeune troll n'avait pas revu ses frères depuis la séparation. D'un même coup, Branche et Poppy apprennent l'enlèvement de Floyd par deux méchantes pop stars, Velvet et Veneer. Le duo va tout faire pour réunir la fratrie et sauver Floyd.

## Synopsis
Quand Branch n'avait que sa première dent, il faisait partie d'un boys band connu sous le nom de BroZone avec ses frères aînés (John Dory, Spruce, Floyd, et Clay). John Dory, l’aîné, est autoritaire envers ses frères car il souhaite parvenir à obtenir « l'harmonie familiale parfaite » en vue d'un concert. Cependant, ce dernier est un échec et, accumulé aux tensions déjà existantes par l'obsession de John Dory, le groupe se sépare. Avant de quitter Branch, Floyd propose à ce dernier de s'occuper de leur grand-mère en lui promettant de revenir. Branch montre à son grand frère un dessin représentant un bunker (qu'il construira après) où tous les frères vivraient ensemble.
20 ans plus tard, Branch écoute de vieux disques de son groupe dans l’ancienne maison de sa grand-mère. C'est alors que Poppy, débarque. Branch coupe la musique qu'il écoutait et change de sujet en parlant du mariage entre King Graillon et Brigitte, leurs amis Bergens. Lorsque la cérémonie débute, celle-ci est subitement interrompue. En effet, John Dory arrive de manière inattendue. Poppy le reconnaît, puisqu'elle était une fan des BroZone, et découvre le secret que Branch voulait lui cacher — c'est-à-dire qu'il faisait lui aussi partie du groupe BroZone — par l'intermédiaire de John Dory. Ce dernier dit à Branch que Floyd a été emprisonné dans un parfum en diamant indestructible par les deux superstars de Mount Rageous (Bourg-Dément au Québec), Velvet et Veneer, pour qu'ils s'imprègnent du talent de Floyd afin de mieux chanter, et ainsi être les plus grandes stars du monde tout en prétendant travailler dur. Mais chaque vaporisation draine la force vitale de Floyd. La seule façon de briser le diamant et sauver Floyd est de former « l'harmonie familiale parfaite ». Branch refuse d'abord mais finit par céder car Floyd est celui qui était toujours gentil envers lui. Alors, lui, Poppy, John Dory et Petit Diamant se dirigent vers leurs autres frères à bord du véhicule de John, Rhonda.
Pendant ce temps, à Mount Rageous, Lavette, l'assistante de Velvet, crée une tenue spéciale pour cette dernière, permettant d'aspirer des odeurs de fruits mais Velvet lui a menti depuis le début et y place Floyd, appuyant une vingtaine de fois sur le bouton, ce qui cause à Floyd une souffrance inimaginable, qui lui a déjà volé la moitié de son talent et de sa force vitale. Elle prévoit au passage de kidnapper les autres frères car c'est elle qui a envoyé la fausse lettre à John Dory pour qu'elle les fasse plonger dans la gueule du loup. Ce dernier, étant à bout, tente de raisonner Veneer contre les méthodes de sa sœur mais cela ne suffit pas, car même s’il sait que les méthodes de sa sœur sont immorales car il n'est pas méchant, celui-ci préfère la célébrité, la gloire et l'argent et ne veut pas la laisser tomber.
Avant ça, les trolls font un arrêt sur Vacances Land, où Spruce, qui s’est renommé «Bruce», vit avec sa femme Brandy et ses enfants dans un restaurant qu'il possède. Bien qu'il soit heureux de revoir Branch, il est toujours rancunier envers John Dory, étant donné son autoritarisme. Cependant, lorsque John Dory lui révèle le kidnapping de Floyd, Bruce accepte de venir.
Les personnages s'arrêtent ensuite devant un mini golf, à première vue abandonné. Il s'avère qu'il y a en réalité des trolls qui y habitent. Ainsi, les personnages retrouvent leur frère Clay et font la connaissance de Viva, leur leader. En observant attentivement Poppy, Viva lui révèle qu’elle est sa grande sœur et après avoir fait connaissance, elle lui explique que durant l'attaque des Bergens et l'évasion de l’arbre à trolls, elle et d’autres trolls ont été capturés et allaient se faire manger par leurs anciens ennemis, mais qu’ils ont réussi à s’échapper et à trouver ce nouveau refuge. Poppy, heureuse car elle a toujours rêvé d'avoir une sœur, explique à Viva sa mission et son amitié avec Brigitte. Mais Viva ne fait toujours pas confiance aux bergens et refuse de la laisser partir de peur de la perdre à nouveau. Mais Clay décide d'aider ses frères à s'échapper et ils se dirigent vers Mount Rageous pour sauver leur frère.
En chemin, les frères recommencent à se disputer et John Dory dit à Branch qu'ils ne se reverront plus jamais après avoir sauvé Floyd. Choqué d'apprendre que ses frères lui ont menti depuis le départ, Branch les blâme pour l'avoir laissé souffrir et traité comme un bébé, jette son vieux dessin sous leur nez et part tout seul à Mount Rageous. Poppy explique aux 3 aînés qu'ils avaient ignoré Branch depuis toujours alors qu’il les a attendus durant tout ce temps en espérant qu'ils reformeraient une famille tous les cinq. Poppy et Petit Diamant se joignent à Branch pour aller sauver Floyd. Pendant ce temps, alors que Graillon et Brigitte sont en lune de miel, ils font une halte dans le mini golf. Mais se font attraper. Cependant, quand Brigitte explique que les trolls et les Bergens ont réellement fait la paix et qu’elle est bien l’amie de Poppy, Viva décide de les libérer et les deux tourtereaux acceptent de la conduire vers sa sœur.
Branch, Poppy et Petit Diamant retrouvent Floyd. Cependant, leurs retrouvailles sont écourtées lorsque ce dernier, ainsi que les autres frères qui se sont fait piéger et sont placés dans les tenues de torture de Velvet et Veneer. Alors que les deux escrocs signent des autographes, les héros arrivent et menacent de dévoiler leur secret. Gênées, les fausses stars s'enfuient sur l'autoroute pour soi disant commencer leur grand concert poursuivies par les héros déterminés à les stopper. Branch tente une première fois de sauver Floyd mais Velvet le repousse d'un revers de main. Quand Velvet et Veener atterrissent sur un bateau et continuent de chanter, Petit Diamant utilise le turbo disco pour les propulser vers le bateau. Viva, Brigitte et Graillon arrivent, Viva s'excuse auprès de sa sœur tandis que Brigitte et Graillon les lancent sur le bateau. Ayant tout vu, Velvet essaie de les écraser mais ils l'évitent, Veener tente d'attraper Viva mais elle réussit à sortir John Dory et Bruce de sa tenue de torture faisant tomber Velvet. Ils tentent de faire sortir Clay et Floyd mais Velvet les balancent par dessus bord, heureusement ils réussissent à libérer Clay mais Floyd est toujours coincé dans la tenue de torture de Velvet. En voyant l'état critique de Floyd, Veener la supplie d'arrêter mais Velvet ne veut rien entendre et lui ordonne de continuer. Finalement, alors que Velvet s'apprête à tuer Floyd, Branch, John Dory, Bruce et Clay réussissent enfin à s’entendre et chantent pour former l’harmonie familiale parfaite, avec Poppy et Viva qui se joignent à eux et ils réussissent. Les diamants explosent, mais Floyd disparaît après avoir épuisé toute la force qu'il lui restait. Finalement, il parvient à survivre grâce à Branch qui lui parle de son dessin d'enfance. Veneer, voyant cela, avoue la vérité à toute la ville, dit que sa sœur avait tout manigancé, la blâme pour l'avoir maltraité et sourit à Floyd pour lui prouver qu'il est désormais de leur côté. Par la suite, Veneer et Velvet sont arrêtés. Mais Veneer ayant toujours son sourire accepte la prison et Branch et Poppy s'embrassent pour la première fois.
De retour à Vacances Land, les BroZone, réunis, interprètent leur première chanson, comme un concert de retrouvailles, aidés par un autre boys band de Branch nommé Kismet dont il était le leader (qui ressemble à NSYNC), il invite même Poppy et Viva à les rejoindre, ce que ces dernières acceptent directement.

## Fiche technique
Sauf indication contraire, les informations mentionnées dans cette section peuvent être confirmées par la base de données cinématographiques IMDb,  présente dans la section « Liens externes ».
- Titre original : Trolls Band Together
- Titre français : Les Trolls 3
- Titre québécois : Les Trolls 3: nouvelle tournée
- Réalisation : Walt Dohrn
- Co-réalisation : Tim Heitz
- Scénario : Jonathan Aibel, Glenn Berger, Elizabeth Tippet et Matthew Fogel
- Musique : Theodore Shapiro
- Production : Gina Shay
- Société de production : DreamWorks Animation
- Société de distribution : Universal Pictures
- Pays de production :  États-Unis
- Langue originale : anglais
- Format : couleur — 2,39:1 — son Dolby Digital / DTS / Dolby Surround 7.1 / Dolby Atmos / Auro 11.1
- Genre : animation en 3D
- Durée : 110 minutes
- Dates de sortie :
  - France : 18 octobre 2023[1]
  - États-Unis, Québec : 17 novembre 2023

## Distribution

### Voix originales
- Anna Kendrick : la reine Poppy
- Justin Timberlake : Branche « le Bébé »
- Camila Cabello : Viva
- Eric André : John Dory « le Leader »
- Kid Cudi : Clay « le Fun »
- Troye Sivan : Floyd « le Romantique »
- Daveed Diggs : Spruce « le Beau Gosse » / Bruce
- Amy Schumer : Velvet
- Andrew Rannells : Veneer
- Zosia Mamet : Crimp (Lavette)
- RuPaul : Miss Maxine
- Zooey Deschanel : Bridget
- Christopher Mintz-Plasse : prince Gristle Jr.
- Icona Pop : Satin et Chenille
- Anderson .Paak : prince D
- Ron Funches : Cooper
- Kenan Thompson : Petit Diamant
- Kunal Nayyar : Guy Diamant
- Walt Dohrn : Smidge, Nuage man

### Voix françaises
- Vitaa : la reine Poppy
- M. Pokora : Branche « le Bébé »
- Amel Bent : Viva
- Alex Fondja (dialogues) et Opé Smith (chants) : John Dory « le Leader »
- Baptiste Marc (dialogues) et Jhos Lican (chants) : Clay « le Fun »
- Tom Trouffier (dialogues) et Doryan Ben (chants) : Floyd « le Romantique »
- Eilias Changuel (dialogues) et Emmanuel Vincent (chants) : Spruce « le Beau Gosse » qui plus tard dans le film a changé son prénom en " Bruce "
- Edwige Lemoine (dialogues) et Jeanne Jerosme (chants) : Velvet
- Benjamin Bollen (dialogues) et Nicolas Dorian (chants) : Veneer
- Karine Foviau : Lavette
- Mike Fédée : Miss Maxine
- Diouc Koma (dialogues) et Christian Jazzy Doualla Etingue (chants) : le prince D
- Jean-Michel Vaubien : Petit Diamant
- Camille Timmerman : Brigitte
- Gabriel Bismuth-Bienaimé : le roi Graillon Jr.
- Christian De Smet : le roi Peppy
- Emmanuel Curtil : Smidge, Mr Dinkles et nuage man
- Paolo Domingo : Guy Diamant
- Alexia Papineschi : Satin
- Kaycie Chase : Chenille
- Colette Venhard : Grand-mère Rosiepuff
- Ethan Mouredon : Bébé Branche
- Barbara Tissier : Brandy
- Jean-Stan Du Pac : Kid Ritz

### Voix québécoises
- Sarah-Jeanne Labrosse : Poppy
- Martin Watier : Branche « le Bébé »
- Elisabeth Gauthier Pelletier : Viva
- Pierre-Étienne Rouillard : John Dory « le Leader »
- Lyndz Dantiste : Clay « le Fun »
- Gabriel Favreau : Floyd « le Romantique »
- Adrien Bletton : Spruce « le Beau Gosse »
- Émilie Josset : Velvet
- Louis-Philippe Berthiaume : Veneer
- Marie-Ève Sansfaçon : Bridget
- Fayolle Jean Jr. : Petit Diamant
- Chœurs : David Latulippe, Benoît Le Blanc, Vincent Morel et Philippe Martel

## Production
Le 9 avril 2020, Justin Timberlake a exprimé son intérêt à participer aux futurs films Trolls lors de son rachat d'Apple Music : « J'espère que nous ferons environ sept films Trolls, car c'est littéralement le cadeau qui continue à être offert ».  Le 22 novembre 2021, il a été annoncé qu'un troisième film Trolls sortirait en salles le 17 novembre 2023.  Anna Kendrick et Justin Timberlake ont été confirmés pour reprendre leurs rôles vocaux de Poppy et Branch. Le 28 mars 2023, avec la sortie de la première bande-annonce officielle, les nouveaux acteurs du film ont été officiellement annoncés, dont Eric André , Kid Cudi , Daveed Diggs , Troye Sivan , Camila Cabello , Amy Schumer , Andrew Rannells , RuPaul et Zosia Mamet . Walt Dohrn est revenu pour réaliser le troisième film après l'avoir fait dans son prédécesseur, tandis que Gina Shay est revenue en tant que productrice. Tim Heitz a ensuite été annoncé comme co-réalisateur. Le jour même de ces annonces, DreamWorks Animation révélait le titre officiel, Trolls Band Together .
Le film aborde un nouveau générique avec toujours Les Bad Guys,Krokmou de Dragons, Shrek, Fiona et l'Âne de Shrek. En nouveauté , Alex et Marty de Madagascar, Eep du film Les Croods et Le Chat Potté du film éponyme les rejoignent

## Bande originale
À l'instar des deux premiers films, Justin Timberlake est à nouveau producteur délégué pour la bande originale de ce film. Elle sort le 20 octobre 2023 par RCA Records et inclut les genres musicaux liés au film : Boys band et medley.
| 1.    | Better Place                  | - Timberlake - Karl Schuster - Amy Allen | NSYNC | 3:37 |
| 2.    | Perfect                       | - Emily Warren - Timberlake - Michael Pollack - Mike Elizondo | Timberlake, Eric André, Daveed Diggs, Kid Cudi et Troye Sivan                                                      | 2:32 |
| 3.    | Let's Get Married             | - Bernard Edwards - Eric Frederic - Harry Wayne Casey - Herby Azor - Joseph Shirley - Lionel Richie - Melissa Jefferson - Nile Rodgers - Raymond Davies - Richard Wagner - Rick Finch - Tim Heitz | Timberlake, Anna Kendrick, Zooey Deschanel, Anderson .Paak, Kenan Thompson, Kunal Nayyar, Icona Pop et Ron Funches | 3:09 |
| 4.    | Watch Me Work                 | - Warren - Timberlake - Pollack - Elizondo | Andrew Rannells et Brianna Mazzola                                                                                 | 2:30 |
| 5.    | Vacay Island                  | - Christopher Cross - King Floyd - Orville Burrell - Rivers Cuomo - Robert Livingston | Diggs, India Carney et Ty Taylor                                                                                   | 1:41 |
| 6.    | BroZone's Back                | - Barry Gibb - Dag Volle - Dallas Austin - Larry Johnson - Martin Sandberg - Maurice Gibb - Michael Bivins - Michael Jonzun - Nathan Morris - Robin Gibb - Shawn Stockman                         | Timberlake, André, Diggs et Kendrick                                                                               | 1:21 |
| 7.    | Lonely People                 | - Catherine Peek - Dan Peek | Sivan | 0:38 |
| 8.    | Hustle Dimension              | - Andrew Harr - Jermaine Jackson - Van McCoy - William Roberts | Joseph Shirley | 2:01 |
| 9.    | It Takes Two                  | - Warren - Timberlake - Pollack - Elizondo | Camila Cabello, Kendrick, Timberlake, André, Diggs et Cudi                                                         | 3:39 |
| 10.   | Mount Rageous                 | - Dean Pitchford - Michael Gore - Warren - Timberlake - Pollack - Elizondo - Theodore Shapiro | Rannells et Mazzola                                                                                                | 2:57 |
| 11.   | Better Place (Family Harmony) | - Timberlake - Schuster - Allen | imberlake, André, Diggs, Cudi, Sivan, Kendrick et Cabello                                                          | 1:56 |
| 12.   | Better Place (Reunion)        | - Timberlake - Schuster - Allen | NSYNC, André, Diggs, Sivan et Cudi                                                                                 | 2:15 |
| 13.   | Family                        | - Warren - Timberlake - Pollack - Elizondo | Timberlake, Kendrick, Cabello, André, Diggs, Cudi et Sivan                                                         | 3:37 |
| 14.   | 9 to 5                        | Dolly Parton | Zosia Mamet | 1:27 |
| 33:20 |                               | | |      |

## Réception
En France, le film est assez bien accueilli avec une note des critiques spectateurs de 2, 8 sur 5 proposée par Allociné.

### Box-office
| Pays ou région    | Box-office | Date d'arrêt du box-office | Nombre de semaines |
| ----------------- | ---------- | -------------------------- | ------------------ |
| États-Unis Canada | $          | en cours                   |                    |
| France            | entrées    | en cours                   |                    |
| Total mondial     | $          | en cours                   |                    |